# Marco Farolfi
Marco Farolfi est un pianiste classique, claveciniste et professeur de musique italien, spécialisé en musique ancienne.

## Biographie
Marco Farolfi étudie le piano avec Franco Scala au conservatoire de Pesaro, obtenant le diplôme de piano avec les honneurs, puis il se perfectionne auprès de Demus, Sándor, Badura- Skoda, Aldo Ciccolini entre autres. Il intègre ensuite l'Académie de piano d'Imola dans la classe de Piernarciso Masi, où il devient diplômé de musique de chambre en 1994. Il entre  au Conservatoire de Bologne afin de se former au clavecin avec Annaberta Conti, cours qu'il poursuit avec l'étude du pianoforte à l'école de musique de Milan sous la direction d'Emilia Fadini.
Outre ses activités de concertiste, il est professeur de piano à la classe de chant d'opéra de l'école Sarti de Faenza, et également titulaire de la chaire de piano du SMIM (école publique) à Porto Viro.
Il enregistre notamment un disque de 16 sonates de Domenico Scarlatti au clavecin et au pianoforte.